# Natalia Ramírez
Natalia Ramírez (ur. 3 sierpnia 1967 w Bogocie) – kolumbijska aktorka znana m.in. z roli Marceli Valenci w telenoweli Brzydula.
Była żoną Luisa Fernando Montoya. Ma córkę Gabrielę.

## Filmografia
- 2010: Pieska miłość (Perro Amor) jako Rosario Santana
- 2005: Miłość i przemoc (Amor a Palos) jako Magdalena Lam de Sorkiano
- 2004: Al filo de la ley jako Barbara
- 2003: Dr. Amor jako Rosario Vargas
- 2002: Mi pequeña mamá jako Chantal
- 2001: Samotna, do usług (Solterita y a la orden) jako Josefa Barrios
- 1999-2001: Brzydula (Yo soy Betty, la fea) jako Marcela Valencia
- 1998: El amor es más fuerte jako Carolina
- 1996: Las ejecutivas jako María Clara Ortega
- 1990: El pasado no perdona jako Ximena Santamaría
- 1990: No juegues con mi vida jako Amelia Duarte
- 1988: Quieta Margarita jako Sarita Montiel